# Ranko Ostojić
Ranko Ostojić, né le 3 octobre 1962, est un homme politique croate, membre du Parti social-démocrate. Du 23 décembre 2011 au 22 janvier 2016, il est ministre de l’Intérieur de la Croatie.